# Polymastia pacifica
Polymastia pacifica är en svampdjursart som först beskrevs av Lawrence Morris Lambe 1894.  Polymastia pacifica ingår i släktet Polymastia och familjen Polymastiidae. Inga underarter finns listade i Catalogue of Life.